# Epimicodema
Epimicodema resplendens es una  especie de coleóptero adéfago de la familia Carabidae y el único miembro del género monotípico Epimicodema.